# Sant Mateu (Apostolat d'Almadrones)
Sant Mateu és una obra d'El Greco, amb col·laboració del seu taller, realitzada entre 1608 i 1614, que formava part de l'apostolat de l'església d'Almadrones.
Durant l'última dècada de la seva carrera, el Greco va tenir un paper important en la popularització d'un tipus de conjunt pictòric anomenat "Apostolat". Un Apostolat complet comprèn tretze imatges, dotze de les quals representen els Apòstols, i una altra representa Crist com a Salvator Mundi. L'apostolat d'Almadrones és un conjunt incomplet de nou imatges, originàriament a l'església parroquial d'Almadrones, un petit poble de la província de Guadalajara. L'església va ser greument danyada durant la Guerra Civil espanyola. Les pintures van ser retirades per a la seva custòdia i finalment venudes a diverses col·leccions.

## Anàlisi de l'obra
- Pintura a l'oli sobre llenç; 72x 55 cm.; 1608-14; Museu d'Art d'Indianápolis, Indianápolis.
- A la part dreta, sobre l'espatlla, hi apareixen les inicials delta i theta, a manera de signatura.

Sembla que aquest apóstol és l'ùnica pintura del conjunt totalment realitzada per la mà d'El Greco. El cap del personatge, la túnica blava i el mantell rosat están pintats amb un gran mestratge.